# 8th Wonder
8th Wonder to drugi studyjny album amerykańskiej grupy hip-hopowej Sugarhill Gang, wydany w 1982 roku nakładem wytwórni Sugarhill Records.

## Lista utworów
Opracowano na podstawie źródła
1. Funk Box - 8:05
2. On The Money - 5:25
3. 8th Wonder - 3:56
4. Apache - 6:09
5. Showdown (gośc. Grandmaster Flash and the Furious Five) - 5:41
6. Giggalo - 3:51
7. Hot Hot Summer Day - 3:27